# Cordilheira Doi Nang Non
Doi Nang Non (em tailandês: ดอย นาง นอน; "Montanha da Senhora Adormecida") é uma cordilheira de montanhas localizada na província de Chiang Rai, na Tailândia. É uma formação cárstica com inúmeras cachoeiras e cavernas que se erguem no extremo sul da Cordilheira Daen La. Parte de sua área é administrada como o Parque Florestal Tham Luang-Khun Nam Nang Non (em tailandês: วนอุทยาน ถ้ำ หลวง - ขุนน้ำ นาง นอน).  

## Geografia
Doi Nang Non consiste em um longo trecho de colina que fica no lado oeste da estrada entre Chiang Rai e Mae Sai. A maior parte da área está localizada no distrito de Mae Sai, estendendo-se a oeste e sul, a oeste de Pong Pha, ao longo da fronteira com Myanmar.  A cordilheira tem uma característica incomum quando vista de certos ângulos pois sua silhueta toma a forma de uma mulher reclinada com cabelos longos.  

### Cavernas
Há uma série de cavernas e cursos d'água subterrânea na região.
- Tham Luang Nang Non (Thai: ถ้ำ หลวง นาง นอน; "grande caverna da senhora adormecida") é um semi-seco (ou seja, seca na maior parte do ano e inundada durante a estação de chuvas) de cavernas calcárias na faixa Doi Nang Non.[2] Tem 10 km de comprimento e tem muitos recessos profundos, passagens estreitas e túneis que serpenteiam sob centenas de metros de estratos de calcário. Existem numerosas estalactites e estalagmites em algumas partes do sistema.[2] Tham Luang foi o local de uma operação de resgate para encontrar e retirar um time de futebol júnior local preso na caverna. A caverna foi danificada durante a operação, mas as autoridades planejam reparar os danos após o resgate ser concluído.[3][4]
- Khun Nam Nang Non tailandês: นอน นาง นอน; "Córrego da Montanha da Senhora Adormecida") é um lago natural em que a água flui das rochas acima. Dizem que esta água é a lágrima do lendário fantasma da dama.

## História
Em 1986, um setor de 8 km² da faixa que incluía a entrada da caverna principal foi transformado no Parque Florestal de Tham Luang-Khun Nam Nang Non.

### Operação de resgate em Tham Luang Nang Non
Um grupo de doze garotos entre 11 e 16 anos e um treinador de futebol de 22 anos, que foram explorar em 22 de junho de 2018 o complexo de cavernas Tham Luang Nang Non, desapareceram e foram encontrados 10 dias depois de seu desaparecimento. Eles faziam parte de um time de futebol júnior local. A caverna em que eles entraram tiveram suas saídas inundadas. Mergulhadores militares estiveram vasculhando as cavernas na esperança de que o grupo ainda estivesse vivo. Devido à chuva incessante que inundou ainda mais a entrada da caverna, a busca teve que ser periodicamente interrompida. Depois de quatro dias, os mergulhadores de elite da Marinha da Tailândia juntaram-se a um grupo de 30 funcionários do Comando do Pacífico dos Estados Unidos (USPACOM) e três especialistas britânicos em mergulho em cavernas.
O grupo foi encontrado vivo na noite de segunda-feira, 2 de julho, de acordo com um comunicado de imprensa feito às 22h30. Todos os 13 meninos junto com seu treinador foram reportados vivos. Eles foram encontrados por mergulhadores voluntários britânicos a cerca de 400 metros de distância de um local apelidado de "Pattaya Beach", um monte elevado na caverna. Alimentos e suprimentos médicos foram entregues, mas uma viagem de 3 horas de duração, chuvas contínuas e terreno montanhoso acima da caverna impediram os esforços para resgatá-los.
O grupo foi encontrado vivo na tarde de segunda-feira, 2 de julho de 2018, segundo uma coletiva de imprensa feita as 22h30 do mesmo dia. Todos os 12 garotos, incluindo o treinador, foram encontrados vivos. Eles foram encontrados por um mergulhador voluntário britânico que os encontrou a 400 metros de um ponto chamado "Pattaya Beach", um monte elevado na caverna. Comida e socorros médicos foram enviados, porém a longa extensão do caminho e a dificuldade para acesso a caverna, combinados com chuva e terrenos montanhosos sobre a caverna ajudou a atrasar a saída dos mesmos.

## Lendas
Uma das lendas diz que, nos tempos antigos, uma linda princesa se apaixonou por um cuidador de cavalos e ficou grávida. Sabendo que o amor deles era proibido, eles fugiram e foram para a caverna para descansar. Quando o menino foi em busca de comida, ele foi pego pelo exército do pai da princesa e morto. A perturbada princesa se esfaqueou até a morte e a lenda diz que o sangue dela se tornou a água que flui pela caverna, enquanto o corpo dela é as montanhas ao redor, que parecem uma mulher adormecida.

## Turismo
Algumas das cavernas na área das colinas foram desenvolvidas como uma atração turística. Existe um miradouro no distrito de Mae Chan, de onde a "senhora adormecida" pode ser melhor observada. Guias locais gostam de brincar que Doi Nang Non é "a montanha mais alta do mundo", se a mulher se levantasse e ficasse de pé.
Doi Nang Non é, nos períodos secos, um complexo de cavernas explorável e que atrai turistas de todo o mundo. Este turismo se interrompe com a chegada do período de monções, que inundam boa parte dos complexos de cavernas.